# Шиконі
Шиконі́, Шіконі (фр. Chiconi) — муніципалітет у Франції, в заморському департаменті Майотта. Населення — 6412 осіб (2007).
Муніципалітет розташований на відстані близько 8300 км на південний схід від Парижа, 14 км на південний захід від Мамудзу.

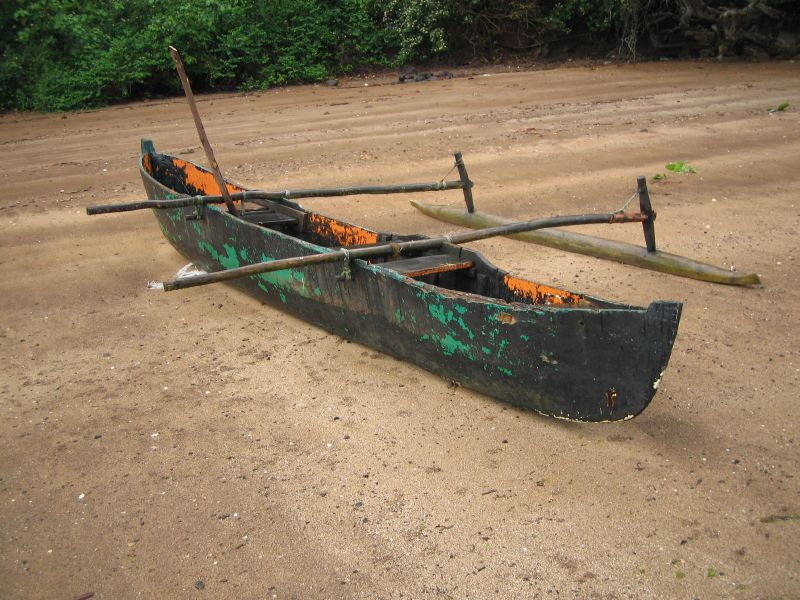